# 女傭浮生錄
《女傭浮生錄》（英語：Maid）是一部受到史蒂芬妮·蘭德的回憶錄《Maid: Hard Work, Low Pay, and a Mother’s Will to Survive》啟發的美國線上串流劇情喜劇影集，於2021年10月1日在Netflix上線。

## 演員列表

### 主要角色
- 瑪格麗特·庫利 飾演 艾莉克絲 (Alex)

一位25歲的單親媽媽，與尚恩育有一個兩/三歲的女兒麥蒂。逃離她具有虐待傾向的男友尚恩後，找到一份在價值女傭的工作。
- 尼克·羅賓森 飾演 尚恩 （Sean）[2]

艾莉克絲的前男友，麥蒂的生父。
- 艾妮卡·諾尼·羅斯（英语：Anika Noni Rose） 飾演 雷吉娜（Regina）

艾利克絲在費雪島上的有錢客戶。
- 安蒂·麥道威爾 飾演 寶拉（Paula）

艾利克絲的母親，一名藝術家。
- 崔西・薇拉爾（英语：Tracy Vilar）飾演 尤蘭達（Yolanda）

價值女傭的老闆。
- 比利·伯克 飾演 Hank

艾利克絲的父親。

### 常設角色
- Xavi de Guzman 飾演 伊森（Ethan）

尚恩的好友
- Rylea Nevaeh Whittet 飾演 麥蒂 (Maddy)

艾利克絲和尚恩的女兒。
- 雷蒙德·阿布萊克（英语：Raymond Ablack） 飾演 奈特 (Nate)

艾利克絲的舊識，與前妻育有一子與麥蒂年齡相仿。
- BJ Harrison 飾演 丹妮 (Denise)

經營庇護所的社工。

### 客串角色
- 艾梅·卡莉羅 飾演 丹妮兒 (Danielle)

艾利克絲在庇護所認識的朋友

## 集數
| 集數 | 標題                   | 導演            | 編劇                               | 上線日期      | 製作 代碼 |
| ---- | ---------------------- | --------------- | ---------------------------------- | ------------- | --------- |
| 1    | 一元商店 Dollar Street | 約翰·威爾斯     | Molly Smith Metzler                | 2021年10月1日 | T13.22651 |
| 2    | 小馬 Ponies            | 約翰·威爾斯     | Molly Smith Metzler                | 2021年10月1日 | T13.22652 |
| 3    | 海玻璃 Sea Glasses     | Nzingha Stewart | Marcus Gardley                     | 2021年10月1日 | T13.22653 |
| 4    | 羊絨 Cashmere          | Nzingha Stewart | Rebecca Brunstetter                | 2021年10月1日 | T13.22654 |
| 5    | 小偷 Thief             | Lila Neugebauer | Colin McKenna                      | 2021年10月1日 | T13.22655 |
| 6    | Ｍ M                   | 海倫·雪佛       | Michelle Denise Jackson            | 2021年10月1日 | T13.22656 |
| 7    | 起司條 String Cheese   | 海倫·雪佛       | Rebecca Brunstetter                | 2021年10月1日 | T13.22657 |
| 8    | 捉狗熊 Beat Hunt       | Quyen Tran      | Marcus Gardley Molly Smith Metzler | 2021年10月1日 | T13.22658 |
| 9    | 天藍 Sky Blue          | 約翰·威爾斯     | Colin McKenna                      | 2021年10月1日 | T13.22659 |
| 10   | 彈指之間 Snaps         | 約翰·威爾斯     | Molly Smith Metzler                | 2021年10月1日 | T13.22660 |

## 製作

### 開發
2019年11月20日，Netflix提出將史蒂芬妮·蘭德紐約時報暢銷回憶錄《Maid: Hard Work, Low Pay, and a Mother’s Will to Survive》製作成影集。該影集由 Molly Smith Metzler創造並預計和約翰·威爾斯、Erin Jontow、瑪格·羅比、Tom Ackerley、Brett Hedblom、蘭德擔任執行製作。製作公司將包括John Wells Productions、 LuckyChap Entertainment和華納兄弟電視公司。

### 選角
2020年8月，瑪格麗特·庫利與尼克·羅賓森 被選為主角。
2020年9月14日，艾妮卡·諾尼·羅斯加入主要演員陣容。
同年10月，* 安蒂·麥道威爾、崔西・薇拉爾、比利·伯克加入主要演員陣容。
2020年11月25日， Xavi de Guzman宣布擔任常設角色。

### 拍攝
主體拍攝於2020年9月28號在加拿大卑詩省維多利亞開始，並在2021年4月9日結束。

## 迴響
《女傭浮生錄》在爛番茄28則評論中，獲得96％的新鮮度。在Metacritic上，則在18則評論中獲得了82分。
該劇在美國啟發家庭暴力受害者自揭經驗，2021年10月，康乃狄克州以兩名家暴喪生女性命名的「珍妮佛法」（Jennifers' Law）生效。「珍妮佛法」擴大對家庭暴力的定義，加入親密關係中的「高壓控管」（coercive control）。這種高壓型控制通常被界定為施暴者以控制與脅迫方式支配受暴者，包括跟蹤、限制其行動和自由等。

## 外部連結
- 在Netflix上觀看《女傭浮生錄》
- 互联网电影数据库（IMDb）上《女傭浮生錄》的资料（英文）